# Sukekiyo
Sukekiyo是一組日本視覺系樂團，由Dir en grey主唱京於 2013 年組建。該名稱源自横溝正史的小說《犬神家一族》。樂隊的活動是按時期劃分的，因為京 的主要項目Dir en grey仍然是他的首要任務。自從樂隊發行第一張專輯以來，他們在日本進行了幾次巡演，最近又在歐洲進行了巡演。
2014年11月，他們宣布了一張名為Vitium的新迷你專輯，其中包含 8 首新曲目, 並於 2015 年 2 月 4 日發行。限量版附帶第二張光盤，其中包括與X JAPAN主唱 Toshl和演員三上博史等其他藝術家的合作。
2017年6月21日，Sukekiyo發行了他們的第二張完整錄音室專輯《Adoratio》。他們為 11 月 22 日MUCC致敬專輯Tribute of Mucc -En-翻唱了《 Gerbera 》 。
2019年5月24日，Sukekiyo發行了他們的第三張完整錄音室專輯《INFINITUM》。
2019年8月28日，Sukekiyo發行了他們的第四張完整錄音室專輯《EROSIO》。

## 成員
- 京：主唱、編程（Dir en grey、Petit Brabancon）
- 匠：吉他、鋼琴（ex.Rentrer en Soi、Dir en grey支持成員）
- Uta：吉他（ex.9GOATS BLACK OUT）
- Yuchi: 貝斯 (ex.Kannivalism , Wing Works )
- 未架: 鼓 (ex.Rentrer en Soi , Forbidden Days Rhapsody)

## 專輯
- 2014年4月30日 IMMORTALIS (專輯)
- 2015年2月4日 VITIUM (迷你專輯)
- 2017年6月21日 ADORATIO (專輯)
- 2019年5月24日 INFINITUM (專輯)
- 2023年8月28日 EROSIO(專輯)

## 外部連結
- （页面存档备份，存于） - 官方網站
- （页面存档备份，存于） - 官方Twitter
- （页面存档备份，存于） - 官方youtube channel
- （页面存档备份，存于） - 京官方youtube channel